# موسيقى برازيلية

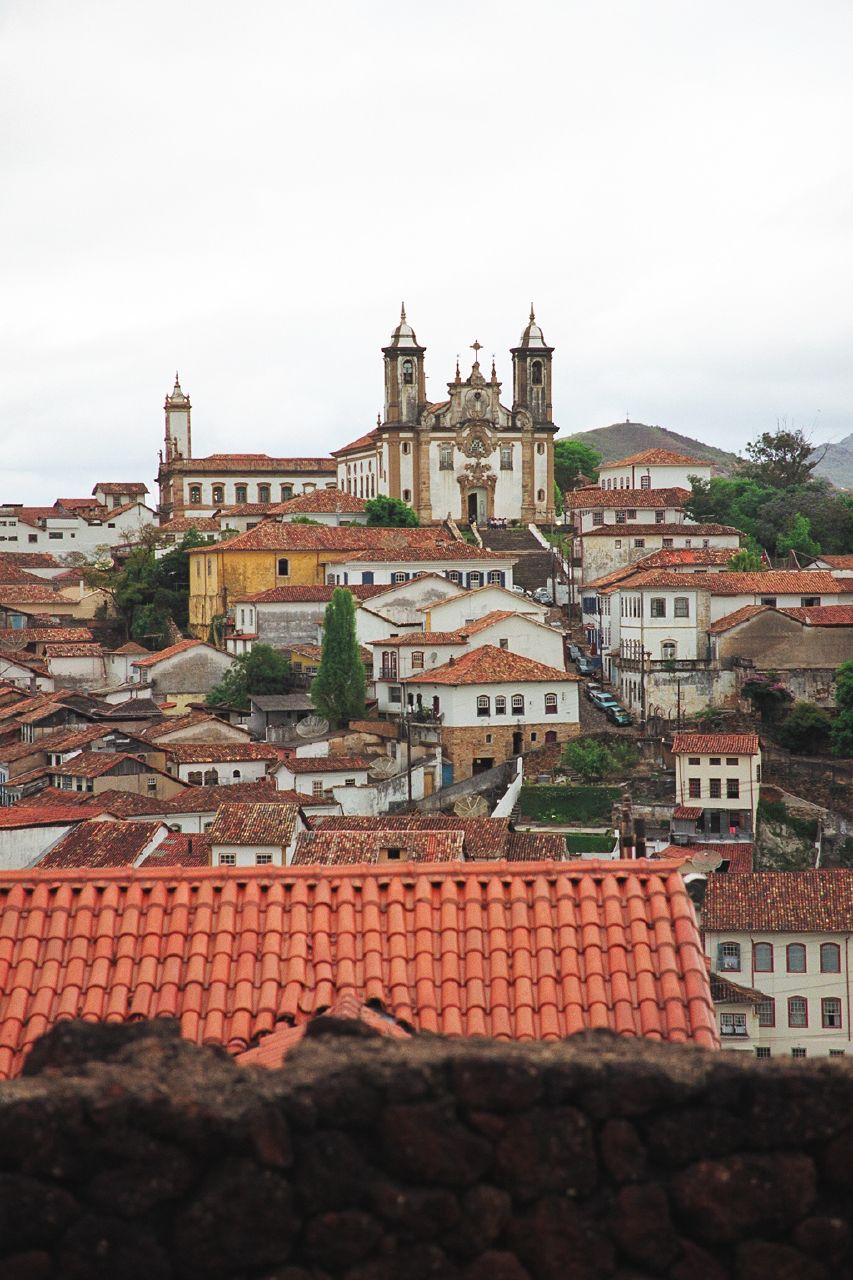
اورو بريتو في ولاية ميناس جيرايس: واحده من أهم المراكز الموسيقيه في البرازيل خلال القرن الثامن عشر.

تشمل الموسيقى البرازيليه العديد من الأساليب الموسيقية الإقليمية المتأثرة بالأشكال الأفريقية والأوروبية والأمريكية الهندية. طورت الموسيقى البرازيلية بعض الأساليب الفريدة والأصلية مثل فورو، ريبينتي، كوكو دي رودا، أكسي، سيرتينيجو، سامبا، بوسا نوفا، إم بي بي، ماسيكا ناتيفيستا، باغود، تروبيكاليا، تشورو، ماراكاتو، إمبولادا (كوكو دي ريبينتي)، فونك كاريوكا، إصدارات فريفو وبريجا ومودنها والبرازيلية للأنماط الموسيقية الأجنبية، مثل موسيقى الروك والروح والهيب هوب وموسيقى الديسكو والموسيقى الريفية والموسيقى المحيطة والموسيقى الصناعية والمخدرة والراب والموسيقى الكلاسيكية وفادو والإنجيل.

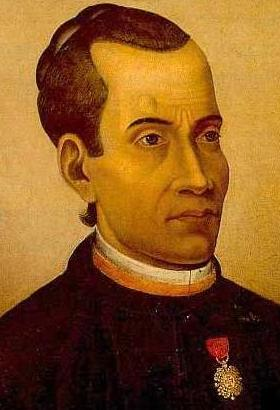
خوسيه موريسيو نونيس غارسيا.

أصبح سامبا أشهر أشكال الموسيقى البرازيلية في جميع أنحاء العالم، خاصة بسبب كرنفال البلاد، على الرغم من أن رئيسه نوفا، الذي كان يعتبر أنطونيو كارلوس جوبيم أحد أشهر الملحنين والمؤدين، حظي باهتمام كبير في الخارج منذ خمسينيات القرن العشرين.
غادر كل من الفائزين الأربعة الأوائل في جائزة موسيقى شل البرازيلية تراثًا على الموسيقى البرازيلية ومن بين ممثلي الموسيقى البرازيلية الشعبية: بيكسينغوينها (تشورو)، أنطونيو كارلوس جوبيم (بوسا نوفا)، دوريفال كايمي (سامبا وسامبا).
تمارس موسيقى الآلات دورًا كبيرًا في البرازيل، حيث تتراوح الأساليب بين الأشكال الكلاسيكية والتأثيرات الشعبية والجازية. من بين الشخصيات اللاحقة، نانا فاسكونسيلوس، بيكسينغوينا، هيرميتو باسكوال وإغبرتو جيسمونتي من الشخصيات المهمة. تشمل الملحنين الكلاسيكيين البارزيليين هيتور فيلا لوبوس، وكارلوس جوميز وكلوديو سانتورو. البلاد لديها أيضا مجتمع متزايد من التكوين الحديث / التجريبي، بما في ذلك الموسيقى الكهربائية الصوتية.

## فن الموسيقي

### الأصول
لا يُعرف سوى القليل عن موسيقى البرازيل قبل أول لقاء للمنطقة مع المستكشفين البرتغاليين في 22 أبريل 1500. خلال الفترة الإستعمارية، تورد الوثائق بالتفصيل الأنشطة الموسيقية للكاتدرائيات الكاثوليكية الرومانية الكبرى وصالونات الطبقات العليا، لكن بيانات عن الحياة الموسيقية خارج هذه المجالات متفرقة. تتوفر بعض المعلومات في كتابات تركها مسافرون مثل جان دي ليري، الذي عاش في البرازيل من 1557 إلى 1558 وأنتج أول نسخ معروفة للموسيقى الأمريكية الأصلية: هتافان من توبينامبا، بالقرب من ريو دي جانيرو.

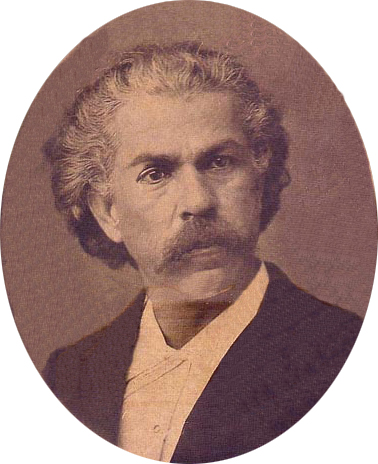
انطونيو كارلوس غوميز.

جاء المزيد من تسجيل النشاط الموسيقي في البرازيل من خلال نشاط كاهنين يسوعيين في عام 1549. بعد عشر سنوات، قاموا بالفعل بتأسيس مستوطنات للسكان الأصليين (Reduções)، مع هيكل تعليمي موسيقي. بعد قرن من الزمان، كان لدى Reduções في جنوب البرازيل، والتي أسسها الإسبان اليسوعيون، تطور ثقافي قوي، حيث تم إنشاء بعض مدارس الموسيقى. تظهر بعض التقارير في ذلك الوقت سحر السكان الأصليين للموسيقى الأوروبية.شارك السكان الأصليون أيضًا في الموسيقى، حيث قاموا بتشكيل الآلات الموسيقية وممارسة الأداء الصوتي والفعال.

### مدرسة القرن الثامن عشر
في القرن الثامن عشر، كان هناك نشاط موسيقي مكثف في جميع المناطق الأكثر تطوراً في البرازيل، مع هياكلها المؤسسية والتعليمية المستقرة إلى حد ما. أصبحت الأوركسترا الخاصة القليلة السابقة أكثر شيوعًا وقدمت الكنائس مجموعة كبيرة ومتنوعة من الموسيقى.
في النصف الأول من هذا القرن، تم تأليف أبرز الأعمال من قبل لويس ألفاريس بينتو وكايتانو دي ميلو دي جيسوس وأنتونيو خوسيه دا سيلفا ("اليهودي")، الذي أصبح ناجحًا في لشبونة للكتابة عن الكوميديا، والتي تم تنفيذها أيضًا في البرازيل مع الموسيقى التي كتبها أنطونيو تيكسيرا.
في الجزء الثاني من القرن الثامن عشر، كان هناك ازدهار كبير في ولاية ميناس جيرايس، معظمها في مناطق فيلا ريكا (حاليًا أورو بريتو) وماريانا وأرايال دو تيجوكو (حاليًا ديامانتينا)، حيث تم استخراج الذهب والماس جذبت العاصمة البرتغالية عددًا كبيرًا من السكان. في هذا الوقت، تم الكشف عن الملحنين البرازيليين البارزين، معظمهم من المولاتو. كانت القطع الموسيقية في الغالب موسيقى مقدسة. وكان بعض الملحنين الجدير بالملاحظة في هذه الفترة لوبو دي ميسكويتا ومانويل دياس دي أوليفيرا وفرانسيسكو جوميز دا روشا وماركوس كويلهو نيتو وماركوس كويلو نيتو فيلهو. كلهم كانوا نشطين للغاية، ولكن في حالات كثيرة بقيت قطع قليلة حتى يومنا هذا. بعض القطع الأكثر شهرة في هذه الفترة هي ماجنيفيكات لـ مانويل دياس دي أوليفيرا. في مدينة أريال دو تيجوكو، كان هناك عشرة الموصلات في النشاط. في أورو بريتو، كان هناك حوالي 250 موسيقي نشيطون، وفي كل أراضي ميناس جيرايس كان ما يقرب من ألف موسيقي نشطين.
مع إفقار المناجم في نهاية القرن، تحول تركيز النشاط الموسيقي إلى مراكز أخرى، خاصة ريو دي جانيرو وساو باولو، حيث أصدر أندريه دا سيلفا غوميز، مؤلف من أصل برتغالي، عددًا كبيرًا من الأعمال وديناميكية الحياة الموسيقية للمدينة.

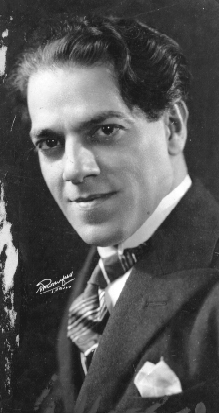
هيتور فيلا لوبوس.

### الفترة الكلاسيكية
كان عاملا حاسما للتغييرات في الحياة الموسيقية وصول العائلة المالكة البرتغالية إلى ريو دي جانيرو في عام 1808. وحتى ذلك الحين، كان ريو دي جانيرو مشابه موسيقيا للمراكز الثقافية الأخرى في البرازيل لكنه كان أقل أهمية من ولاية ميناس جيرايس. لقد غير وجود العائلة الملكية البرتغالية، في المنفى، هذا الوضع جذريًا، حيث تم إنشاء كابيلا ريال في ريو دي جانيرو. أحضر معه ملك البرتغال جون السادس إلى البرازيل المكتبة الموسيقية العظيمة من House of Bragança، واحدة من أفضل أوروبا في ذلك الوقت، وطلب وصول موسيقيين من لشبونة وكستراتي من إيطاليا، وأعاد ترتيب كنيسة ملكيه صغيرة. في وقت لاحق، أمر جون السادس ببناء مسرح فخم، يسمى المسرح الملكي في ساو جواو. كان للموسيقى العلمانية حضور ماركوس البرتغالي، الذي تم تعيينه باعتباره الملحن الرسمي للأسرة، وسيجيسموند فون نيوكوم، الذي ساهم في أعماله الخاصة وجلب أعمال الملحنين النمساويين فولفغانغ أماديوس موزارت وجوزيف هايدن. أثرت أعمال هؤلاء الملحنين بقوة على الموسيقى البرازيلية في هذا الوقت. ظهر خوسيه موريسيو نونيس غارسيا، أول الملحنين البرازيليين الكبار، في هذا الوقت. مع وجود ثقافة كبيرة لأصله - كان فقيرًا ومولاتيًا - كان أحد مؤسسي إرمانداد دي سانتا سيسيليا، في ريو دي جانيرو، مدرس وميستري دي كابيلا في الكنيسة الملكية أثناء وجود جون السادس في البرازيل. كان نونيس جارسيا الملحن البرازيلي الأكثر غزارة في هذا الوقت. قام أيضًا بتأليف الأوبرا الأولى المكتوبة في البرازيل، Le Due Gemelle (التوأم)، مع النص باللغة الإيطالية، ولكن الموسيقى ضاعت الآن. الملحنون الآخرون المهمون في هذه الفترة هم غابرييل فرنانديز دا ترينداد، الذي ألّف موسيقى الحجرة البرازيلية الوحيدة من القرن التاسع عشر التي نجت حتى الوقت الحاضر، وجواو دي ديوس دي كاسترو لوبو، الذي عاش في مدينتي ماريانا وأورو بريتو، التي كانت منحلة في هذا الوقت. هذه الفترة، ومع ذلك، كانت قصيرة. في عام 1821، عاد جون السادس إلى لشبونة، وأخذ معه الأسرة، وأصبحت الحياة الثقافية في ريو دي جانيرو فارغة. وعلى الرغم من حب بيتر الأول من البرازيل للموسيقى - كان أيضًا مؤلفًا لبعض المقطوعات الموسيقية مثل نشيد الإستقلال البرازيلي - إلا أن الوضع المالي الصعب لم يسمح بالكثير من الكماليات. كان حريق المسرح الملكي في عام 1824 رمزا آخر للانحطاط، الذي وصل إلى النقطة الأكثر أهمية عندما تخلى بيتر الأول عن العرش، وعاد إلى البرتغال.

### الفترة الرومانسية
الملحن الوحيد الذي كان له عمل ذو صلة في هذه الفترة كان فرانسيسكو مانويل دا سيلفا، تلميذ نونيس غارسيا، الذي خلفه في منصب كبلميستر. على الرغم من موارده القليلة، أسس المعهد الموسيقي لريو دي جانيرو. وكان مؤلف لحن النشيد الوطني البرازيلي. يعكس عمله التحول الموسيقي للرومانسية، عندما تركز اهتمام الملحنين الوطنيين في الأوبرا. أبرز الملحنين البرازيليين لهذه الفترة كان أنطونيو كارلوس غوميز، الذي قام بتأليف أوبرا على الطراز الإيطالي مع مواضيع وطنية، مثل الغواراني (استنادًا إلى رواية José de Alencar O Guarani) ولو كيافو. كانت هذه الأوبرا ناجحة للغاية في المسارح الأوروبية، مثل مسرح الا سكالا، في ميلانو. الملحن الآخر المهم في هذا الوقت هو إلياس ألفاريس لوبو، الذي كتب أوبرا نويت دي ساو جواو، أول أوبرا برازيلية مع نص باللغة البرتغالية.
كانت الأوبرا في البرازيل تحظى بشعبية كبيرة حتى منتصف القرن العشرين، وتم بناء العديد من دور الأوبرا في هذا الوقت، مثل مسرح الأمازون في ماناوس، ومسرح بلدية ريو دي جانيرو، ومسرح البلدية في ساو باولو دو ريو، والعديد من المنازل الأخرى.
في نهاية القرن التاسع عشر، تم الكشف عن أعظم الملحنين للموسيقى السمفونية. كان ليوبولدو ميجيز أحد أبرز الأسماء في هذه الفترة، والذي اتبع أسلوب فاجنر وهينريك أوزوالد، الذي ضم عناصر من الانطباعية الفرنسية.

### القومية
في بداية القرن العشرين، كانت هناك حركة لخلق موسيقى برازيلية أصيلة، مع تأثيرات أقل على الثقافة الأوروبية. وبهذا المعنى، كان الفولكلور هو الخط الرئيسي للإلهام للملحنين. بعض الملحنين مثل برازيليو إيتبيري دا كونها و
لوسيانو جاليت والكسندر ليفي، على الرغم من وجود تكوين أوروبي، شملوا بعض العناصر البرازيلية النموذجية في أعمالهم. وصل هذا الاتجاه إلى أعلى نقطة مع ألبرتو نيبوموسينو، الذي استخدم إلى حد كبير الإيقاعات والألحان من الفولكلور البرازيلي. حدث هام، في وقت لاحق، كان أسبوع الفن الحديث، في عام 1922، والذي كان له تأثير كبير على مفاهيم الفن الوطني. في هذا الحدث، تم الكشف عن الملحن هيتور فيلا لوبوس، الذي يعتبر الاسم الأكثر شهرة للقومية البرازيلية. أجرت فيلا لوبوس أبحاثًا حول الفولكلور الموسيقي في البرازيل، وعناصر مختلطة من الموسيقى الكلاسيكية والشعبية. استكشف العديد من الأنواع الموسيقية مثل الحفلات الموسيقية والسمفونيات والمودينا وفادووس وغيرها من الموسيقى السمفونية والموسيقى الصوتية والغنائية. بعض أعماله الفنية هي الباليه يوريبيورو وسلسلتي كوروس وباتشياناس برازيليراس . من الملحنين الآخرين للموسيقى الوطنية البرازيلية في هذه الحقبة أوسكار لورنزو فرنانديز، راداميس غناتالي، كامارجو غوارينيري، وأوزفالدو لاسيردا، وفرانسيسكو مينوني، وإرنستو نازاريث.

### حركة الطليعية
كرد فعل على المدرسة القومية، التي تم تحديدها على أنها «خادعة» للسياسة المركزية لجيتيليو فارغاس، في عام 1939 ظهر فيلم حركة الموسيقى الحية بقيادة هانز يواكيم كولريوتر وإيديو دي كاسترو سيلفا اعتماد أسلوب دولي، مستمد من دوديكافونزم من أرنولد شوينبرج. تم دمج هذه المجموعة من قبل الملحنين مثل كلاوديو سانتورو، سيزار غيرا بيكسي، يونيس كاتوندا وإدينو كريجر. اعتمد كولريوتر الأساليب الثورية، فيما يتعلق الفردية لكل طالب وإعطاء الطلاب حرية الإبداع قبل معرفة القواعد التقليدية للتكوين. قامت الحركة بتحرير مجلة وعرضت سلسلة من البرامج الإذاعية التي تُظهِر أساسياتها وأعمال الموسيقى المعاصرة. في وقت لاحق، اتبع غيرا-بيكسي وسنتورو طريقة مستقلة، تركزت في الموسيقى الإقليمية. الملحنون الآخرون، الذين استخدموا الأنماط السابقة بحرية هم مارلوس نوبري والميادا فبرادو وأرماندو البوكيرك، الذين ابتكروا أساليبهم الخاصة.
بعد عام 1960، تلقت الحركة البرازيلية الطليعية موجة جديدة، تركز على الموسيقى التسلسلية، والموسيقى الدقيقة، والموسيقى الملموسة والموسيقى الإلكترونية، مستخدمة لغة جديدة تمامًا. كانت هذه الحركة تسمى موسيقى جديدة وكان يقودها جيلبرتو مينديز وويلي كوريا دي أوليفيرا.

### الأوبرا البرازيلية
كان كارلوس جوميز أول ملحن على أصل غير أوروبي يحقق اعترافًا واسع النطاق في بيئة الموسيقى الكلاسيكية في العصر الذهبي للأوبرا في إيطاليا. تم إنشاء بوسا نوفا كمضاد للأوبرا في وقت بدا فيه أن الأوبرا تمثل الشكل الفني للنخبة. في السنوات الأخيرة، تم إحياء الأسلوب مع أعمال جورج أنتونيس، وفلو مينيزيس، وغيرهم. منذ عام 2014، تنتج الأوبرا البرازيلية الدولية (IBOC) أعمالًا جديدة، أبرزها المخرج الفني والملحن المقيم جواو ماكدويل.

## الموسيقى الأصلية والشعبية
الشعوب الأصلية للغابات البرازيلية المطيرة تلعب الآلات بما في ذلك صفارات، المزامير، قرون، الطبول وخشخيشات. الكثير من الموسيقى الشعبية في المنطقة تحاكي أصوات غابات الأمازون المطيرة. عندما وصل البرتغاليون إلى البرازيل، لعب أول مواطنين التقوا بهم مجموعة من مزامير القصب وغيرها من آلات الريح والإيقاع. قام المبشرون اليسوعيون بتقديم الأغاني التي استخدمت لغة توبي بالأغاني المسيحية، وهي محاولة لتحويل الناس إلى المسيحية، كما قدمت الهتافات الغريغورية والناي والقوس والكلافيتشورد.
إن الموسيقى الأولى في البرازيل الآن هي موسيقى الشعوب الأصلية في المنطقة. لا يُعرف الكثير عن موسيقاهم، حيث لا توجد سجلات مكتوبة في هذا العصر. مع وصول الأوروبيين، بدأت الثقافة البرازيلية في التبلور كتوليف للأنماط الموسيقية الأصلية مع الموسيقى البرتغالية والموسيقى الإفريقية.

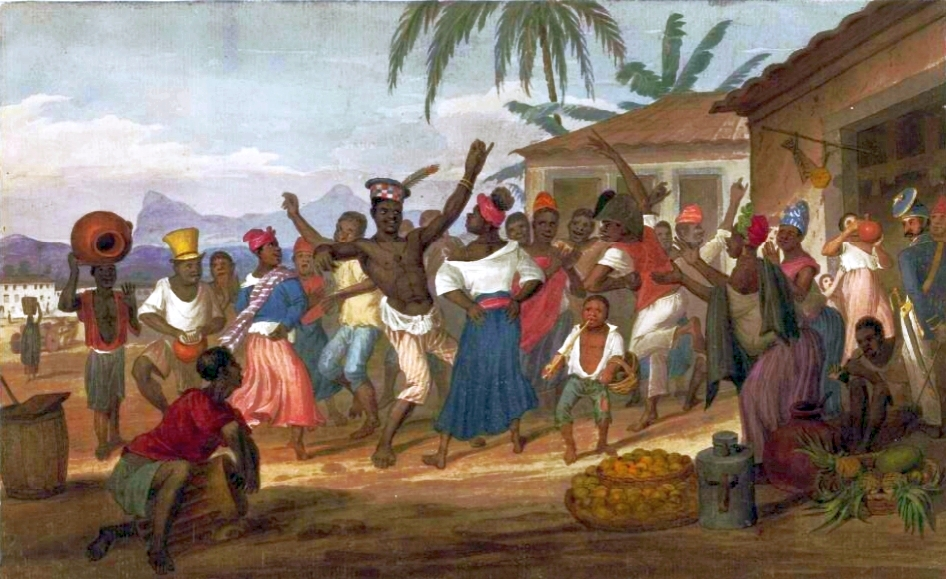
جونجو: نوع من الرقص والموسيقي الأفريقي.

### موسيقى كابويرا
لا تُمارس رياضة الكابويرا الأفرو برازيلية أبدًا بدون الموسيقى الخاصة بها، والتي تُعتبر عادةً نوعًا من أنواع الموسيقى الشعبية. تشمل الأدوات الرئيسية لموسيقى الكابويرا بيريمبا واتاماكو وبانديارو. يمكن ارتجال أغنيات كابوريا على الفور، أو قد تكون أغاني شعبية كتبها كبار السن، وغالبا ما تشمل روايات عن تاريخ كابوريا، أو أعمال مسترز كبيرة.

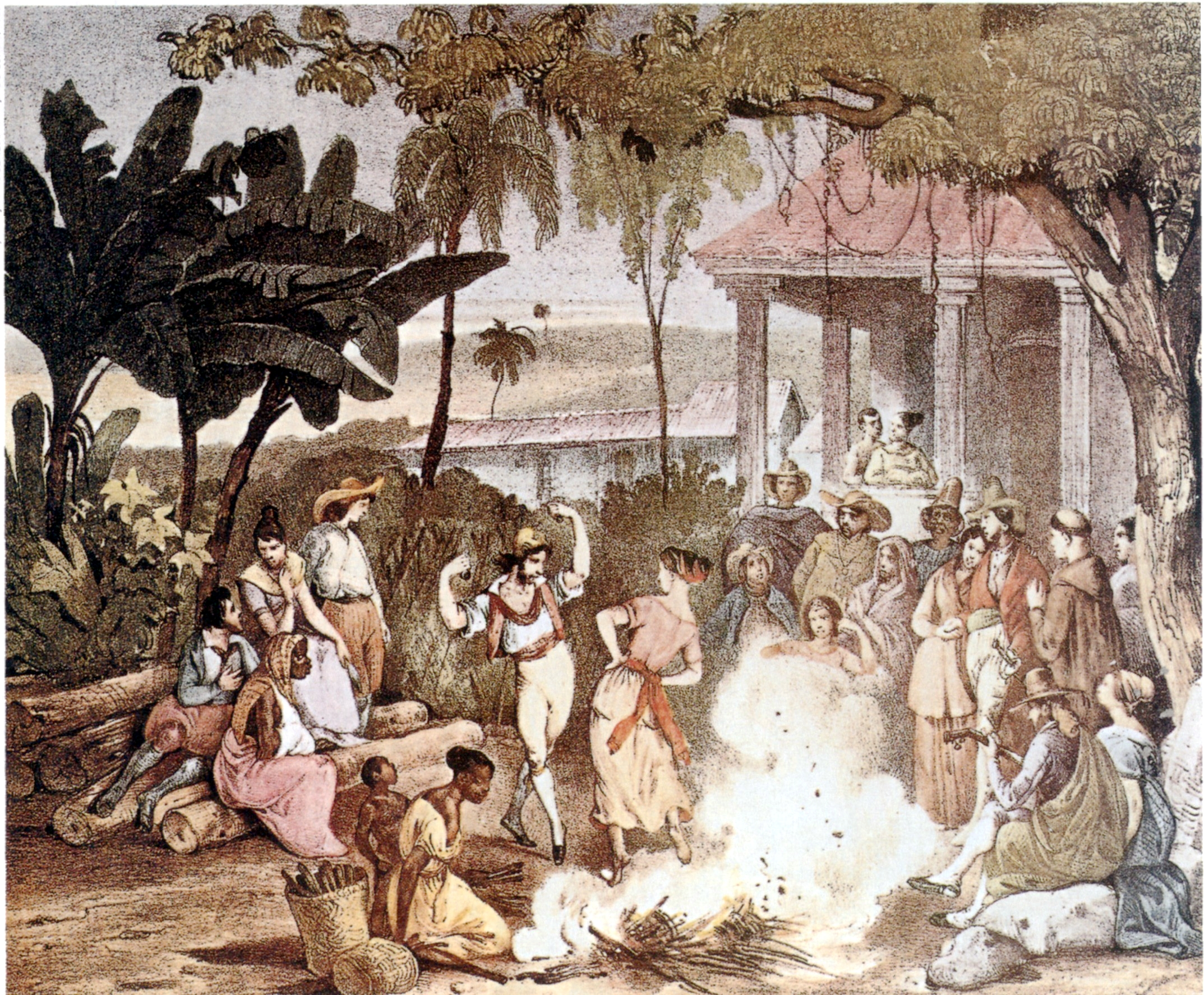
الرقص البرازيلي عام 1835.

### ماراكوتا
يتم تشغيل هذا النوع من الموسيقى بشكل أساسي في منطقتي ريسيفي وأوليندا أثناء كرنفال. إنه تقليد أفريقي برازيلي. تُعد الموسيقى بمثابة خلفية لمجموعات العرض التي تطورت من خلال الاحتفالات التي أقيمت خلال الحقبة الإستعمارية على شرف ملوك الكونغو، الذين كانوا من العبيد الأفارقة الذين يحتلون مناصب قيادية رمزية بين سكان العبيد. يتم تشغيل الموسيقى على براميل ألفيا كبيرة، وأجراس موسيقى الجونجو المعدنية الكبيرة، براميل الفخ والهزازات. يوجد متغير مهم في فورتاليزا وحولها، سيارا، والتي تختلف عن تقليد ريسيفي/أوليندا في العديد من النواحي: تستخدم المثلثات بدلاً من الفيائس، سردوس أو زاميمباس. أيضا، يتم أداء شخصيات مهمة من قبل فناني الأداء الذكور، ويتم تنفيذ جميع الشخصيات الأفريقية والأفرو برازيلية باستخدام ماكياج blackface.

### أفوكسي
أفوكسي هو نوع من الموسيقى الدينية، جزء من تقليد كاندومبلي. في عام 1949، بدأت مجموعة تدعى فيلهوس دي غاندي بلعب الأفوكسي أثناء عروض الكرنفال في سلفادور؛ يترجم اسمه كأبناء غاندي، ويربطون بين النشاط البرازيلي الأسود وحركة الإستقلال الهندية للمهاتما غاندي. كان ظهور فيلم فيلهوس دي غاندي عام 1949 ثوريًا أيضًا، لأنه حتى ذلك الحين، كانت مسيرات كرنفال في سلفادور موجهة فقط للأشخاص ذوي البشرة الفاتحة.

### ريبنتي
يُعرف شمال شرق البرازيل بشكل متميز من الأدب يُدعى ادب دي كوريل، وهو نوع من القصص التي تتضمن عناصر مدمجة في الموسيقى مثل "repentismo"، وهي مسابقة غنائية مرتجلة حول موضوعات اقترحها الجمهور. على غرار Repentismo، يظهر بين ثقافة كايبيرا شكلاً موسيقيًا مستمدًا من فيولا كايبيرا، والذي يُسمى كورورو.